# Sihasapa
Sihasapa (Blackfeet; Crna stopala; tako prozvani zbog toga što su nosili mokasine crne boje), jedna od tetonskih skupina američkih Indijanaca na Velikim prerijama u današnjim Dakotama. Danas žive na rezervatu Standing Rock, i nešto na Cheyenne River Reservation. 
Sastojali su se od 6 bandi (J. O. Dorsey): Sihasapakhcha (pravi Blackfooti); Kanghishunpegnaka (those who wear
crow feathers in their hair); Glaglahecha (Slovenly ili Untidy), istoimena banda postoji i kod Miniconjoua. Možda su identični s Tizaptan; Wazhazhe (Osage), Hohe (Assiniboin) i Wamnughaoin (Cowrie-Shell Earrings; naušnice od kauri-školjka).